# The Big Idea

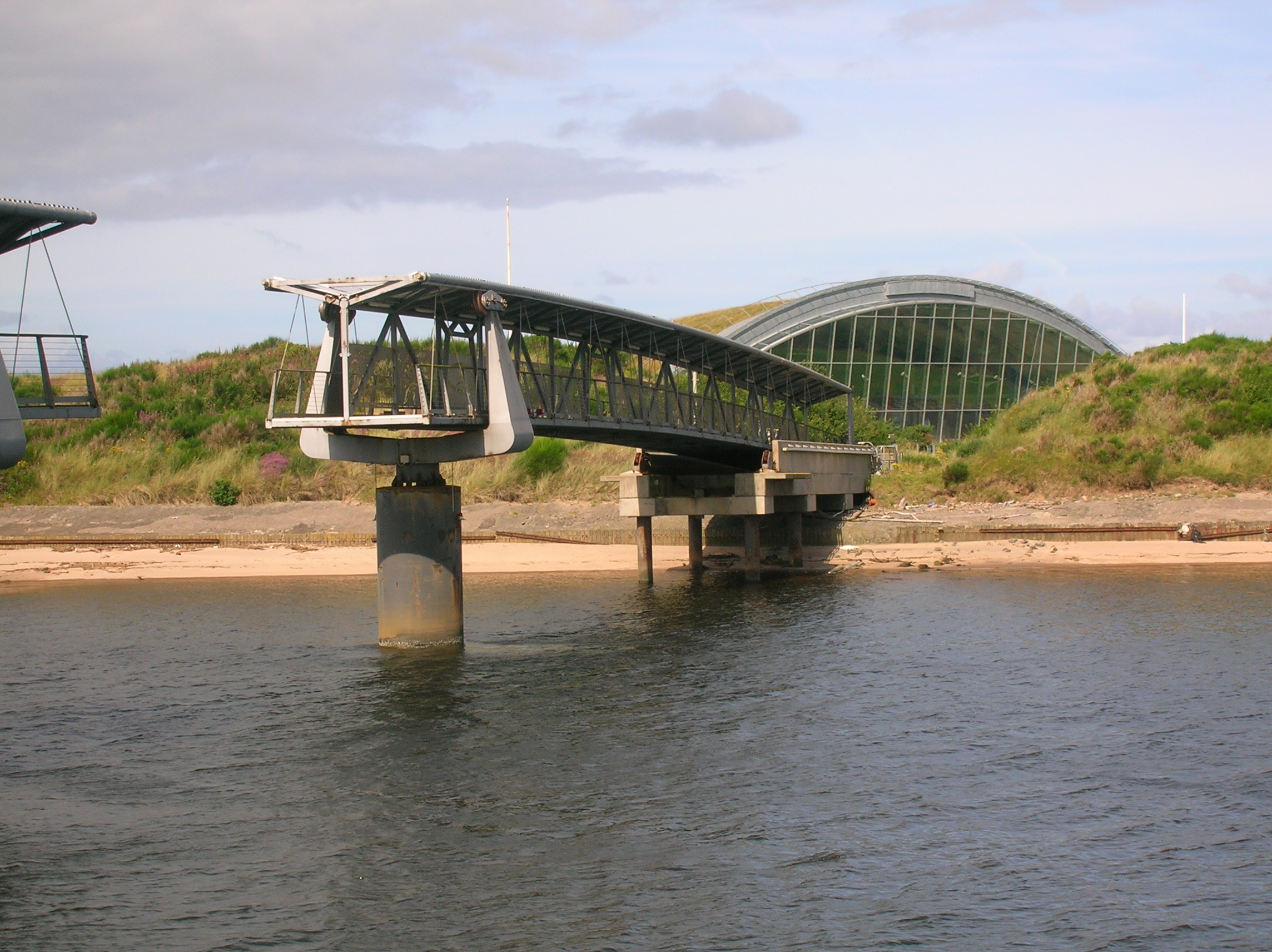
Big Idea (hinten) mit Fußgängerbrücke

The Big Idea (wörtlich: die große Idee) war ein Hands-on-Museum in Irvine, Schottland, das aus Geldern zu den Millenniumsfeierlichkeiten finanziert wurde. Es eröffnete im Jahr 2000 und zog im ersten Jahr 120.000 Besucher an.

## Museum
Das Museum wurde an der Stelle errichtet, an der Alfred Nobels Dynamitfabrik gestanden hatte. Sein Schwerpunkt lag auf Erfindungen und Erfindern. Insbesondere die bekannten schottischen Erfinder John Napier, William Murdock, Sir Alexander Fleming und John Logie Baird waren neben Nobel selbst im Zentrum des Interesses.
Die Besucherzahlen gingen allerdings bereits im darauffolgenden Jahr auf 50.000 zurück, möglicherweise auch wegen der Eröffnung des Glasgow Science Centre im Jahr 2001, eine Attraktion mit ähnlicher Ausrichtung nicht weit entfernt. Im Jahr 2003 kam dann das Aus und seither ist das Museum geschlossen, obwohl es eigentlich noch recht gut in Schuss wäre. Rund 15 Millionen Pfund Sterling waren bis dahin investiert worden.
Der Museumsbau fügt sich wie eine Düne in die Landschaft ein, lediglich eine Seite ist mit Glasfenstern versehen und sichtbar.
Das Gelände gehört der Chemring Group, die – über diverse Umwege – Nachfolgegesellschaft von Nobels Dynamitfabrik ist und in der Nähe noch heute eine Munitions- und Sprengstofffabrik betreibt. Diverse Versuche, die Stätte wieder zum Leben zu erwecken, scheiterten bisher.

## Brücke
Als südlichen Zugang zur Halbinsel Ardeer, auf der sich das Ausstellungsgebäude befindet, wurde eine Fußgänger-Schiebebrücke errichtet. Der nördliche Teil der als Bridge of Scottish Inventions bekannten Stahl-Betonkonstruktion lässt sich zurückziehen, um Schiffen die Einfahrt in den Hafen von Irvine zu ermöglichen. Seit der Schließung des Museums ist die Brücke permanent geöffnet und damit für Fußgänger unpassierbar.